# Kendall Dartez
Kendall Dartez (Houston, 1º dicembre 1980) è un ex cestista statunitense, professionista nella NBDL e in Asia.

## Carriera
Con gli Stati Uniti ha disputato i Campionati americani del 2001.